# أريغارون حولي
الأريغارون الحولي أو اليربا الحولية نوع نباتي ينتمي إلى جنس الأريغارون من الفصيلة النجمية.

## موطنه
أصل هذا النبات من أمريكا الشمالية ولكنه انتقل وانتشر في أوروبا.